# Idioma irantxe
El irantxe, iranshe, mynky o münkü (autoglotónimo Minki) es una lengua indígena americana hablada en la cuenca del alto Juruena por unas doscientas personas. No existe material lingüístico apropiado para su clasificación, (aunque se ha propuesto que podría estar relacionado con la familia arawak parece más probable que se trate de una lengua aislada).

## Aspectos históricos, sociales y culturales

### Historia
El término irantxe se aplica tanto a los irantxe propiamente como a los myky (o miki) que viven más al sur. La lengua se llama indiferentemente irantxe o mynky. Se supone que la separación entre los irantxe propiamente dichos y los myky debió producirse a principios de siglo, pero los hablantes de ambas variantes eran perfectamente capaces de entenderse a finales del siglo XX, viviendo los myky a unos 130 km de los irantxe propiamente dichos.
Los irantxe, propiamente dichos, fueron contactados por primera vez en 1900 cuando se toparon con recolectores de caucho que masacraron casi completamente una aldea irantxe. Posteriormente el mariscal Rondon (1910) los menciona, así como otros autores posteriores. Debido al conflicto bélico con los rikbaktsa, migraron a un centro de la Misión Sudamericana, que operó entre 1937 y 1957, situada al este de su hogar materno. Posteriormente a esa migración se dieron muchos matrimonios mixtos con personas de otras etnias. Actualmente la mayoría de los 250 irantxe étnicos son monolingües en portugués.
Por su parte los myky fueron vistos por primera vez en 1960. Debido a otro tipo de presión, los myky migraron al norte y permanecieron aislados hasta 1971, cuando fueron contactados por algunos misioneros y dos personas irantxe. Posteriormente a ese contacto, se dieron matrimonios interétnicos con otros indígenas, aunque todavía quedarían algo menos de 88 hablantes, hablándose en la única aldea myky también el portugués.

### Distribución geográfica
Los irantxe viven todavía en seis aldeas, además algunas pocas familias viven en aldeas y ranchos donde son minoría frente a otros grupos. Las seis aldeas (con población irantxe aproximada entre paréntesis) son Paredao (60), Recanto do Alipio (12), Perdiz (26), Asa Branca (24), Cravari (119), and Treze de Maio (9). En 1971 los myky eran 22 personas divididas en cuatro familias, actualmente en la única aldea myky viven más de ochenta personas, aunque no todos hablarían la lengua.

### Uso y estatus
La mayoría de irantxe saben escribir en portugués mientras que la mayoría de myky son analfabetos. Los irantxe están menos aislados y entre ellos la substitución de su lengua original por el portugués está muy avanzada, entre los myky la lengua tiene mayor uso aunque en sus aldeas viven muchas personas que no hablan la lengua.